# Hexenverfolgung in Biel und Umgebung
Die Hexenverfolgung in Biel und Umgebung ist für die Jahre von 1590 bis 1757 in Biel durch Akten dokumentiert. Die Verfolgung angeblicher «Hexen» wandte sich dort grösstenteils gegen Frauen. 

## Geschichte
Die Stadt Biel galt als zugewandter Ort der Eidgenossenschaft. Landesherr war der Fürstbischof von Basel. Die Gebiete nördlich des Bielersees gehörten ebenfalls zum Fürstbistum Basel. Kirchlich gehörte das Gebiet jedoch zum Bistum Lausanne. Die Reformation wurde 1528 in Biel endgültig eingeführt. Ein Meier vertrat den Fürstbischof in der Stadt. Zum Bieler Meiertum gehörten auch Bözingen, Leubringen und Vingelz.
Die Constitutio Criminalis Carolina («Carolina») von 1532 für die Blutgerichtsbarkeit wurde in der Schweiz kaum beachtet. Erleichtert wurden die Anklagen durch die Nähe der Gerichte zur Bevölkerung. Eine einzige glaubhafte Zeugenaussage reichte oft aus, um jemanden wegen angeblicher Hexerei zu verurteilen und hinzurichten.
Ein typischer Hexenprozesses konnte sich in Biel über zwei Monate hinziehen. Der Hexerei verdächtige Personen wurden gefoltert, um ein Geständnis zu erpressen. In Biel üblich war die «Streckfolter». Die Angeklagten wurden mit auf dem Rücken zusammengebundenen Händen hochgezogen, bis die Schultergelenke ausgerenkt wurden. Ein Chirurg hatte diese wieder einzurenken, damit die Verdächtigten lange gefoltert werden konnten. Nachdem die erpressten Geständnisse «freiwillig», ohne Folterung wiederholt wurden, konnten die Beschuldigten zum Tod verurteilt werden. Die Hinrichtungen bzw. Verbrennungen erfolgten auf dem Richtplatz in Bözingen.
Der fürstbischöfliche Schaffner hatte Inventare über die beschlagnahmten Güter der Hingerichteten anzulegen. Nach Abzug der Kosten des gesamten Verfahrens wurden Gewinne bzw. Verluste zwischen dem Fürstbischof von Basel und der Stadt Biel im Verhältnis zwei zu eins geteilt.

## Hexenprozesse in Biel und Umgebung
An der «Hexenglungge» sollen im Mittelalter Hexen ertränkt worden sein, wie der Bieler Friedrich Schwab seinem Freund Ferdinand Keller 1855 in einem Brief mitteilte. Die tiefe Stelle befand sich an der ehemaligen Mündung der Schüss in den Bielersee. Für Schadenzauber sah die Prozessordnung noch 1603 den Tod durch Ertränken vor.
In Biel wurden 1590 acht, 1594 fünf, 1595 zwölf und 1609 drei Frauen als verurteilte Hexen lebendig verbrannt. Zur Milderung konnte den Frauen ein «Säcklein» mit Schiesspulver umgebunden werden, um die Leidenszeit im Feuer zu verkürzen. Hans Heinrich Mathys gehörte zu den wenigen Männern, die als Hexer verurteilt wurden. Er hatte allerdings auch eine kriminelle Karriere hinter sich. Mathys starb vor 1610 durch das Schwert, sein Leichnam wurde anschliessend auf dem Scheiterhaufen verbrannt. «Aus Milde» wurde diese Hinrichtungsart auch ab 1640 für Frauen eingeführt.
Die Witwe Anna Diebold wurde 1640 wegen Kuppelei und Hurerei angeklagt. Sie gestand, den Teufel getroffen zu haben und sie habe mit ihm an Sabbatfesten teilgenommen. Diebold wurde hingerichtet. Die beiden Ratsherren, die sie im Prozess beschuldigt hatte, wurden wegen des Verdachts auf Hexerei abgesetzt.
Zwischen 1612 und 1690 wurden in Biel dreizehn, meist zugewanderte Frauen als angebliche «Hexen» zum Tod verurteilt. Von diesen starben die Bözingerinnen Jacobe Schwab und Gertraut Weiss 1658 vor ihrer Hinrichtung. Frauen, die unter Folter nicht gestanden, wurden freigesprochen. Allerdings wurden sie unter Hausarrest gestellt oder der Stadt verwiesen. Zwischen 1652 und 1659 betraf das fünf Frauen.
Benachbarte Gebiete des Fürstbistums Basel waren vom Hexenwahn stark betroffen. In La Neuveville wurden zwischen 1605 und 1668 52 Frauen verbrannt, in der Herrschaft Tessenberg mit den Dörfern Nods, Lamboing, Diesse und Prêles wurden zwischen 1611 und 1667 55 Frauen und elf Männer auf dem Gebiet «Les Places» verbrannt. Auch in der Herrschaft Erguel mit Saint-Imier wurden angebliche Hexen verfolgt. In anderen benachbarten Gebieten kam es ebenfalls zu Frauenverbrennungen: In Aarberg waren es von 1637 bis 1652 zehn Frauen, in Nidau 1609 zwölf Personen und 1649 acht Personen. Ein Mann wurde 1649 der Hexerei angeklagt und mit dem Schwert hingerichtet.
Der letzte Bieler Hexenprozess befasste 1757 sich mit der Anklage gegen die Frau von Georges Villars aus Leubringen. Ihr wurde vorgeworfen, sie habe in diesem Dorf mehrere Kinder verhext. Die Anklageschrift und die Verhöre der 29 Zeugen umfassen 72 Seiten. Der unabhängige Bieler Stadtarzt Friedrich Salomon Scholl urteilte, dass die Beschuldigte vernünftiger als alle Ankläger sei. Frau Villars wurde freigesprochen, aber, um den Frieden im Dorf wiederherzustellen, auf Lebenszeit aus dem Gebiet der Bieler Meiertums verbannt.

## Wissenswertes
Mit «Hexenecken» wurden zwei Häuser im Osten der Collègegasse bezeichnet. Die Häuser mit den Nummern «13» und «15» wurden 1898/1899 abgerissen.
Der Bieler Autor Rudolf Wehren verknüpfte in seinem Buch «Sara lächelt» die Lebensgeschichte einer wegen Hexerei verurteilten Frau aus St. Niklaus bei Bellmund mit dem Schicksal eines Juden, der vor dem Holocaust in die Schweiz flieht.

## Belege
1. 1 2 3 4 5 6 7  Antonia Jordi, Christoph Lörtscher: Hexenprozesse in Biel und Umgebung. In: memoireregionale.ch, abgerufen am 6. Februar 2025.
2. ↑  Hexenglunggen. In: Werner und Markus Bourquin: Biel, stadtgeschichtliches Lexikon. Biel 1999, S. 188.
3. ↑  Antonia Jordi: Hexenprozesse in Biel. In: David Gaffino, Reto Lindegger (Hrsg.): Bieler Geschichte. Von den Anfängen bis 1815. Band 1. Baden 2013, S. 312–315.
4. ↑  Antonia Jordi: Hexenprozesse in Biel. In: David Gaffino, Reto Lindegger (Hrsg.): Bieler Geschichte. Von den Anfängen bis 1815. Band 1. Baden 2013, S. 313.
5. 1 2  Hexenverfolgungen. In: Werner und Markus Bourquin: Biel, stadtgeschichtliches Lexikon. Biel 1999, S. 188.
6. ↑  Antonia Jordi: Hexenprozesse in Biel. In: David Gaffino, Reto Lindegger (Hrsg.): Bieler Geschichte. Von den Anfängen bis 1815. Band 1. Baden 2013, S. 314.
7. ↑  Hexenecken. In: Werner und Markus Bourquin: Biel, stadtgeschichtliches Lexikon. Biel 1999, S. 188.